# Palazzo Battiloro
Palazzo Battiloro, noto anche come Palazzo Belgioioso, è un edificio di valore storico e architettonico di Napoli, affacciante sulla Riviera di Chiaia, nel quartiere Chiaia a Napoli. 

## Storia e descrizione
È assente nella Mappa del Duca di Noja del 1775, ma è rilevabile nel Catasto murattiano del 1815, quando era intestato a tale Paolo Dominicis: dunque la sua edificazione risale all'ultimo quarto del XVIII secolo o ai primi anni del XIX secolo. Appartenne successivamente a Carlo d'Avalos (1817-1866), dei principi di Torrebruna e dei duchi di Celenza. Morti prematuramente tutti i suoi figli maschi, fu in seguito la primogenita Ortensia d'Avalos (1845-1919), sposata con Giovanni Quarto (1846-1930), dei duchi di Belgioioso e conti di Vaglio, a possedere l'edificio. La coppia non ebbe figli e quindi il duca Quarto designò  Domenico Battiloro (1899-1974), della famiglia dei marchesi di Rocchetta e conti di Scapoli, come erede dei beni suoi e di quelli ereditati dalla moglie tramite testamento. Infine fu proprio la famiglia Battiloro a donarlo all'Ordine di Malta alcuni decenni fa.
L'immobile si alza su sei piani: il pianterreno è in bugnato liscio con semplice portale a tutto sesto, i piani son tutti scanditi da sequenze di finestre con piattabanda tranne le finestre centrali del primo piano, mentre all'ultimo piano (risalente al dopoguerra) c'è una veranda articolata per mezzo di colonne.
Tutti i piani hanno balconi con semplice balaustra tranne il centrale al primo piano, che presenta una balaustra marmorea decorata; il balcone centrale è accennato dalla presenza di mensole rettangolari che sorreggono il piano calpestabile.
Oltrepassato il portale, si mette piede nel vestibolo sulla cui parete di fondo sono collocate tre antiche statue marmoree e lo stemma della famiglia Battiloro; alla sua destra c'è la scala di rappresentanza di forma circolare che conduce al piano nobile (che conserva sale con affreschi e arredi d'epoca, oltre a una cappella privata decorata in stile neobizantino) e ai piani superiori.